# Organiste du Magdalena
Espèce
Statut de conservation UICN

 LC  : Préoccupation mineure
L'Organiste du Magdalena (Euphonia concinna) est une espèce de passereau de la famille des Fringillidae endémique de Colombie.